# Amaury Ier de Craon
Pour les articles homonymes, voir Amaury Ier et Amaury.
Amaury Ier de Craon (vers 1180-12 mai 1226), est un puîné de la famille de Craon. Il devient seigneur de Craon, Chantocé, Ingrandes, Candé, Segré, Durtal, Baugé et du Lude, à la mort de son frère aîné. Il hérite de l'importante charge de sénéchal d'Anjou en 1221, tenue par son beau-père, le célèbre Guillaume des Roches.

## Biographie

### Famille
Amaury Ier de Craon est le plus jeune des trois fils de Maurice II de Craon (vers 1136-1196) et d'Isabelle de Meulan dite de Mayenne, veuve de Geoffroy III de Mayenne. Il a six frères et sœurs, dont l'aînée est Avoise de Craon (1175-1251).
Le 25 juillet 1207, il succède, comme seigneur de Craon, à son frère Maurice III de Craon (vers 1180/1185-1207) décédé. Son autre frère, Pierre (♰ 1216), ecclésiastique exclu du titre, se rend en Angleterre afin d’assurer à sa famille la gestion des seigneuries anglaises.

### Fidèle aux capétiens

#### Bataille de la Roche-aux-Moines
Le 2 juillet 1214, il se bat au côté du futur roi de France Louis VIII lors de la bataille de la Roche-aux-Moines, qui voit la victoire des Français grâce à l'action décisive de son beau-père contre les troupes anglaises de Jean sans Terre. En septembre 1214, Amaury fait partie des seigneurs qui jurent la trêve faite avec Jean-sans-Terre et qui devait durer jusqu’en 1220.

#### Croisade contre les albigeois
De 1218 à 1219, il participe aux côtés du roi de France Philippe Auguste et Guillaume des Roches à la guerre contre les Albigeois. Puis, en janvier 1226, Amaury s’engage parmi les grands seigneurs du royaume auprès de Louis VIII, afin de régler la question albigeoise et participe à la répression de l'hérésie cathare.

#### Perte des fiefs d'outre-manche
En 1221, il prend possession des fiefs anglais de son frère, Pierre, mort en 1216. Ce n’est qu’en 1224, que le roi d’Angleterre, Henri III dessaisit de ses fiefs anglais le seigneur de Craon, vu son alliance serrée avec la couronne de France.

#### Conflit avec Pierre Mauclerc
En juillet 1222, à la suite de la mort de son beau-père, Amaury reprend le titre de sénéchal d'Anjou, du Maine et de Touraine, du chef de son épouse. Amaury intervint dans la querelle des seigneurs bretons ligués contre Pierre Mauclerc, duc ballistre de Bretagne. Dans un premier temps, ses interventions sont couronnées de succès : en 1223, il s'empare de Châteaubriant et de La Guerche de Bretagne appartenant à la seigneurie de Pouancé. Cependant, Amaury ne parvient pas à s'emparer du château de Pouancé. Alerté, Pierre Mauclerc arrive à la rescousse et surprend les troupes exténuées d'Amaury qui essuient une grave défaite près de Chateaubriant le 3 mars 1223. C'est la déroute et Amaury est fait prisonnier. Une forte rançon est demandée à ses sujets pour sa libération. De plus, le seigneur de Craon doit s’engager à donner sa fille aînée, Jeanne, à Arthur, fils de son vainqueur, Pierre Mauclerc. Libéré la même année, Amaury rejoint le nouveau roi Louis VIII à Compiègne.

### Décès
Amaury Ier meurt le 12 mai 1226. Il est inhumé en l'abbaye de la Roë.

## Mariage et descendance

### Jeanne des Roches
En 1212, Amaury épouse Jeanne des Roches, fille aînée du sénéchal d'Anjou, de Maine et de Touraine Guillaume des Roches, et de Marguerite dame de Sablé. Les trois enfants d'Amaury Ier et Jeanne des Roches sont :
- Maurice IV de Craon (1213-1250), épouse vers 1243 Isabelle de Lusignan (1224-1300), fille d’Hugues X de Lusignan, comte de La Marche, et d’Isabelle d'Angoulême, reine consort d'Angleterre et comtesse d'Angoulême. Isabelle est la sœur utérine d'Henri III d'Angleterre. Ils ont cinq enfants :
  - Amaury II de Craon (1244-1270), seigneur de Craon, Sablé et sénéchal d'Anjou, épouse Yolande de Dreux (1243-1313), arrière-petite fille du roi Louis VI le Gros, fille de Jean Ier, comte de Dreux, et de Marie de Bourbon-Dampierre ; sans postérité. Veuve, Yolande se remarie avec Jean de Trie (♰ av. 13 juillet 1313), comte de Dammartin,
  - Maurice V de Craon (ap. 1244/av. 1247-11 février 1293) succède à son frère comme seigneur de Craon, Sablé et sénéchal d'Anjou. Il épouse en décembre 1275 Mahaut de Malines, fille de Gauthier de la Maison Berthout et de Marie d'Auvergne, avec laquelle il a quatre enfants :
    - Marie de Craon (v. 1280-21 août 1322), dame de Châtelais, épouse Robert Ier de Brienne, seigneur de Beaumont-le-Vicomte, en août 1299,
    - Amaury III de Craon (v. 1280-26 jav. 1322) épouse Isabelle dame de Sainte-Maure (♰ 5 déc. 1310), puis veuf, il se remarie en octobre 1312 avec Béatrix de Roucy,
    - Isabelle de Craon (v. 1285-13 juillet 1350) épouse Olivier II de Clisson avant 1300,
    - Jeanne de Craon (♰ 25 août 1314), sans union ni postérité,

  - Olivier de Craon (♰ 24 août 1285) est nommé archevêque de Tours le 24 mai 1285 mais décède à Rome avant d’être consacré,
  - Marguerite de Craon (av. 1248-ap. 16 août 1280 & av.1300), mariée en 1262 à Renaud de Pressigny,
  - Jeanne de Craon (av. 1249-av. 1288), dame de Retz, mariée après 1265 à Gérard II, de la Maison Chabot, seigneur de Retz. Ils ont :
    - Isabelle Chabot (1269-1289) mariée en juin 1284 à Olivier II de Machecoul (1273-mars 1310) ;
- Jeanne de Craon, fiancée en 1223 à Arthur de Bretagne (1220-1224), fils de Pierre de Dreux et d'Alix de Thouars, duchesse de Bretagne ;
- Isabelle de Craon (ap. 1223), épouse en 1234, Raoul III de Fougères avec qui elle a deux enfants :
  - Jean de Fougères (mort-né le 6 décembre 1230),
  - Jeanne de Fougères (1242-1276), épouse le 29 janvier 1254 Hugues XII de Lusignan, comte de La Marche et d'Angoulême avec qui elle a six enfants.

Veuve, Isabelle épouse en secondes noces Karou de Bodégat. Le contrat fut dressé avec l’approbation de sa fille Jeanne et de son gendre Hugues XII de Lusignan.

#### Veuvage
Jeanne des Roches devient tutrice de leur fils unique Maurice (1213-1250). En 1227, elle rend hommage au nouveau jeune roi de France Louis IX qui n'a que treize ans. Elle garde la charge de sénéchal d'Anjou jusqu'à la fin de sa vie (v. 1240/1241) et transmet le titre à son fils. Elle hérite de ses parents des seigneuries  de Sablé, Briollay, Châteauneuf-sur-Sarthe, Précigné, Brion, Agon, La Roche-aux-Moines. Sa sœur cadette Clémence des Roches, dame de Château-du-Loir, Mayet, La Suze et Louplande, devient par mariage comtesse de Blois puis vicomtesse de Châteaudun.

## Sources et bibliographie